# 타타대우 월드버스
타타대우 월드버스(Tata Daewoo World bus)는 타타대우가  2010년에 독자적으로 개발한 대형 버스이며, 타타대우의 첫 대형 버스 차종이다.

## 사항
- 승차 인원 : 45+1명
- 전장 : 12.000mm
- 전폭 : 2,500mm
- 전고 : 3,500mm
- 측간거리 : 6,200mm
- 엔진 : DV11K